# Myggan (TV-serie)
För andra betydelser, se Myggan.
Myggan är en svensk animerad TV-serie skapad av Filip och Fredrik. Serien hade premiär 19 september 2007 på Kanal 5. Serien handlar om en tv-producent från Partille vid namn Myggan som nu är bosatt bredvid Stomatolskylten vid Slussen i Stockholm. Man får följa honom i hans vardagsproblem, men även ett axplock av den svenska kändiseliten som blir hånade av olika anledningar. I det första avsnittet till exempel är det Bengt Magnusson som blir påhoppad för att han sextrakasserar väderpresentatören Tone Bekkestad i serien. Dessutom används ofta vulgärspråk, ord som "knulla" och "kuk" är vanliga.
Serien skapade redan före premiären rubriker på grund av en sexscen där bland andra en animerad Povel Ramel figurerar.

## Figurer

### Myggan

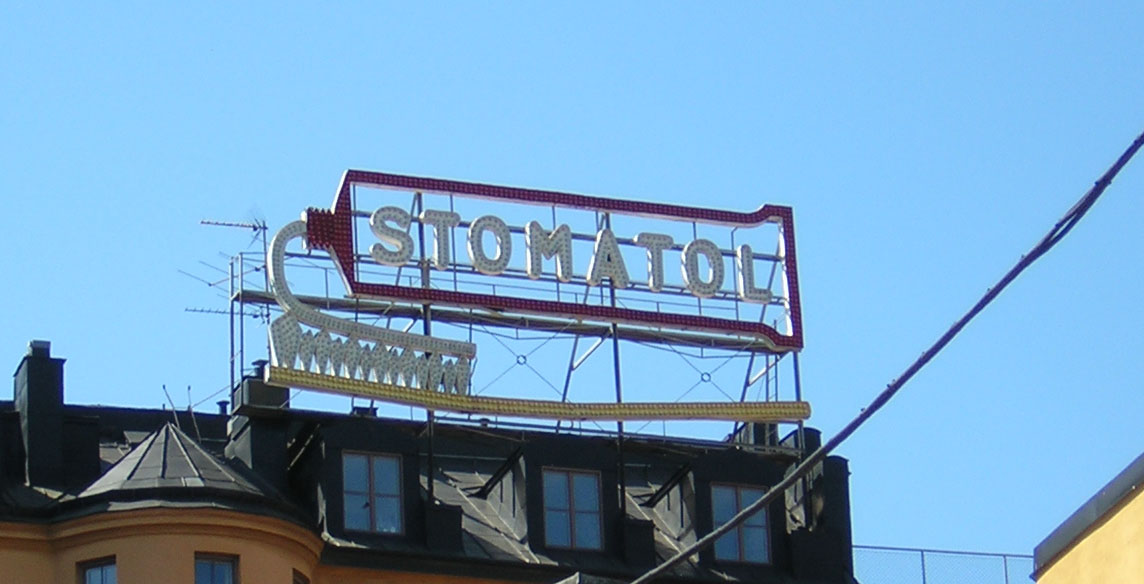
Myggan bor vid Stomatolskylten.

Magnus-Yngve "Myggan" Larsson är tv-producent i ständig jakt på det stora tv-jobbet och en tjej. Rösten görs av Per Andersson.

### Karl-Bertil
Karl-Bertil Jonsson. Taxichaufför och avdankad barnstjärna, även en vän till Myggan. Ses ofta använda marijuana och andra droger. Han är en parodi på karaktären med samma namn från Sagan om Karl-Bertil Jonssons julafton. Rösten görs av Niclas Wahlgren.

### Julia
Julia Kappulää, PR-chef på Kanal 5 och Myggans stora kärlek. Rösten görs av Rachel Mohlin.

### Från säsong 1

#### Mia
Mia Molander är journalist på Aftonbladet och vän till Myggan.

#### Wiki
Wiki, även kallad Wikipedia, är Myggans japanske vän som vet allt om allt, och klarar att transplantera huvuden och bygga vattendrivna motorer. Bedriver även vapenhandeln "Wikis vapen" där Lasse Kronér är stamkund.

#### Grazzi
Grazzi Grande är Myggans danske antagonist, ärkefiende och kollega. Bildar i ett avsnitt familj med Cristina Stenbeck som han fick en son med, underbarnet Grazzilito II. Rösten görs av Adam Fietz.

## Kändisar som figurerat i serien

### Säsong 1
| - Adam Alsing - Adolf Hitler - Alex Schulman - Alf Nilsson - Angelina Jolie - Anja Pärson - Anna Maria Corazza Bildt - Anna Sahlin - Astrid Lindgren - Arne Weise - Bengt Magnusson - Birgitta Trotzig - Björn Skifs - Brad Pitt - Calle Schulman - Carola Häggkvist - Carolina Gynning - Carl Bildt - Carl Jan Granqvist - Carl XVI Gustaf | - Cissi Ramsby - Christer Fuglesang - Cristina Stenbeck - Daniel Karlsson - Darin Zanyar - Ebba Hultkvist - Ebba von Sydow - Ernst Kirchsteiger - Eva Berghagen - Eva Hamilton - Eva Röse - Filip Hammar - Fredrik Lindström - Fredrik Wikingsson - Gert Fylking - Gunde Svan - Gösta Knutsson - Hans Wiklund - Hasse Aro - Horace Engdahl | - Håkan Hellström - Ingmar Bergman - Jan Ohlsson - Jan Scherman - Janne Josefsson - Jay Leno - Joakim Thåström - Jocke Berg - Joe Labero - Johan Westman - John Ausonius - Katarina Sandström - Ken Ring - Kent Finell - Knut Knutsson - Kristina Lugn - Lasse Berghagen - Lasse Kronér - Leif GW Persson - Leif "Loket" Olsson | - Leif Silbersky - Lena Endre - Linda Isacsson - Markus Fagervall - Martin Kellerman - Martin Timell - Mauro Scocco - Mehdi Tayeb - Michael Nyqvist - Mikael Persbrandt - Nyamko Sabuni - Patrick Ekwall - Peter Dalle - Peter Englund - Peter Jihde - Povel Ramel - Rickard Sjöberg - Robert Aschberg - Robyn - Runar Sögaard - Scarlett Johansson | - Sten Rudholm - Sven Jerring - Sverker Olofsson - The Knife - Thomas Di Leva - Timbuktu - Tom Hanks - Tone Bekkestad - Torgny Lindgren - Tuva Novotny - Ulf Linde - Ulf Lundell - Wille Crafoord |

### Säsong 2
- Fredrik Wikingsson
- Filip Hammar
- Anton Abele
- Timbuktu
- Carola Häggkvist
- Måns Zelmerlöw
- Håkan Hellström
- Benedictus XVI
- Adolf Hitler
- Tom Cruise
- Stefan och Krister
- Leif Silbersky
- Rickard Falkvinge
- Jesus
- Linda Isacsson
- Katarina Sandström
- Michael Winslow
- Zlatan Ibrahimović
- Mats Sundin
- Roger Pontare
- Håkan Hemlin
- Annika Norlin
- Lars Winnerbäck

## Avsnitt

### Säsong 1 (hösten 2007)
| Nr i serien | Nr i säsongen | Titel               | Originalvisning   | Tittarsiffror |
| --- | ------------- | ------------------- | ----------------- | ------------- |
| 1 | 1             | "30-årsfesten"      | 19 september 2007 | 255 000       |
| Myggan fyller 30 och har fest men ingen kommer för att Grazzi har en fest där han firar att Myggan har fest och alla kommer till hans fest istället. Senare på "Seven11" träffar han en "shemale". |               |                     |                   |               |
| 2 | 2             | "Klassåterträffen"  | 26 september 2007 | 165 000       |
| Myggan har klassåterträff i Partille och ber Wiki att göra honom snyggare. Wiki ger honom en kraftig haka men den hakan får folk att tro att Myggan är den efterlysta "Hiv-Mannen". |               |                     |                   |               |
| 3 | 3             | "Astrid Lindgren"   | 3 oktober 2007    | 127 000       |
| Myggan ska göra en show vid namn "Absolut Astrid" för att Astrid fyller 100 år. Samtidigt blir de som är medlemmar i gruppen som bestämmer vilka som ska få nobelpriset dödade och en fråga många i detta avsnitt har är "när i hundan ska Astrid få nobelpriset?"                                                                        |               |                     |                   |               |
| 4 | 4             | "Jeopardy-härvan"   | 10 oktober 2007   | 116 000       |
| "Everybody loves Jeopardy that's why it's called Jeopardy". Myggan åker i fängelse och får en idé till ett tv-program som ska heta "Jailhouse Jeopardy". |               |                     |                   |               |
| 5 | 5             | "Ebba Hultkvist"    | 17 oktober 2007   | 144 000       |
| Myggan ska till Guldbaggegalan och har sagt till Grazzi att han ska gå dit med "Skärgårdsdoktorn-tjejen" (Ebba Hultkvist) men det kostar 80000 kr och det blir inte lättare när hon blir kidnappad. |               |                     |                   |               |
| 6 | 6             | "Myggan blir farsa" | 24 oktober 2007   | 132 000       |
| Myggan får en korg från "Ryskaposten" och i korgen ligger ett barn som Myggan döper till Junior. |               |                     |                   |               |
| 7 | 7             | "Stallbröderna"     | 31 oktober 2007   | 140 000       |
| Myggan skaffar en assistent som heter Jack och han gör en pilot till en tv-serie som han ska vara producent till och den ska heta "Genus Jackass". Samtidigt kommer årets första potatis och någon som verkligen vill ha tag på den är Lasse Berghagen, för att kunna visa den på stallbroder-mötet. Men lådan med potatisen blir utbytt. |               |                     |                   |               |
| 8 | 8             | "Dödsångest"        | 7 november 2007   | 114 000       |
| Myggan får prostatacancer och räddar Stockholm från kärnavfall. |               |                     |                   |               |
| 9 | 9             | "God jul"           | 21 november 2007  | 94 000        |
| Myggan firar jul hemma i Partille med sin föräldrar och sin Håkan Hellström-älskande syrra Johanna. |               |                     |                   |               |
| 10 | 10            | "The true story"    | 28 november 2007  | 98 000        |
| Tittarna får se serien bakom kulisserna och Myggan får veta att bara är en tecknad seriefigur. |               |                     |                   |               |

### Säsong 2 (våren 2008)
| Nr i serien | Nr i säsongen | Titel                                                                                         | Originalvisning | Tittarsiffror |
| --- | ------------- | --------------------------------------------------------------------------------------------- | --------------- | ------------- |
| 11 | 1             | "Myggan och det stora ökenäventyret"                                                          | 2 april 2008    | 136 000       |
| Myggan läggs ner för att Filip & Fredrik är döda. Myggan blir lämnad ensam på en klippa och blir nerknuffad av Tom Cruise. Han får se sitt liv passera revy och får se sånt han skulle ha upplevt och får reda på att tjejen i revyn är hans livs kärlek Julia.                                                                                   |               |                                                                                               |                 |               |
| 12 | 2             | "The sound of Myggan"                                                                         | 9 april 2008    | 116 000       |
| Myggan får jobb som städare på Kanal 5 och hittar en lapp om en maskerad. Han klär ut sig till Zorro och dansar med Julia. |               |                                                                                               |                 |               |
| 13 | 3             | "Domedagen är nära - En samespejsodyssé"                                                      | 16 april 2008   | 125 000       |
| Myggan får jobb som space manager men det visade sig vara ett städjobb. Men senare när han senare blir kidnappad av samer och får veta att en komet ska krocka med jorden och att han ska få följa med deras rymdraket till pluto så måste han bestämma sig, ska han följa med samerna och överleva eller stanna kvar på jorden med Julia och dö. |               |                                                                                               |                 |               |
| 14 | 4             | "Säkert! är en cyborg, men det är okay! (Men att Markoolio raggar på facebook är inte okay!)" | 23 april 2008   | 119 000       |
| Karl-Bertil ska gifta sig men för att få göra det måste han göra några tjänster till sin blivande svärfar, han ska bli en hitman och han ska döda svenska kändisar. Myggan ska på dejt med Julia och han får dejtingtips av Annika Norlin som råkar vara en av de som Karl-Bertil ska döda i sitt jobb som hitman.                                |               |                                                                                               |                 |               |
| 15 | 5             | "Tillbaka till 2008"                                                                          | 30 april 2008   | 88 000        |
| Myggan råkar av misstag döda Julia när han ska fria till henne men han fick låna en tidsmaskinen "Bajbaj" (som är en ombyggd bajamaja) av Glen som jobbar i en bar för att ställa allt till rätta. Dessutom använder Karl-Bertil tidsmaskinen för att olla kända personer genom tiden.                                                            |               |                                                                                               |                 |               |
| 16 | 6             | "Return of the freaks"                                                                        | 7 maj 2008      | 80 000        |
| Myggan har en circus som heter Circus Romeo men den är ingen stor succé för att tv är mer populärt så det försöker Myggan och hans circusvänner sätta stopp för. |               |                                                                                               |                 |               |